# Élections générales espagnoles de 2023 en Castille-La Manche
Les élections générales espagnoles de 2023 (en espagnol : Elecciones generales de España de noviembre de 2023) se tiennent le 23 juillet 2023 afin d'élire les 350 députés et 208 des 266 sénateurs de la XVe législature des Cortes Generales. 21 députés sont élus en Castille-La Manche.

## Résultats

### Total régional
| Parti                  | Parti                                                   | Voix      | %     | +/-   | Sièges | +/-           |  |
| ---------------------- | ------------------------------------------------------- | --------- | ----- | ----- | ------ | ------------- |  |
|                        | Parti populaire (PP)                                    | 445 991   | 38,91 | 12,04 | 10     | 3             |  |
|                        | Parti socialiste ouvrier espagnol (PSOE)                | 391 503   | 34,16 | 1,06  | 8      | 1             |  |
|                        | Vox                                                     | 203 666   | 17,77 | 4,13  | 3      | 2             |  |
|                        | Sumar                                                   | 84 347    | 7,36  | 1,86  | 0      | en stagnation |  |
|                        | Parti animaliste contre la maltraitance animale (PACMA) | 6 030     | 0,53  | 0,20  | 0      | en stagnation |  |
|                        | Front ouvrier (FO)                                      | 2 324     | 0,20  | Nv.   | 0      | en stagnation |  |
|                        | Pour un monde + juste (PUM+J)                           | 1 549     | 0,13  | 0,05  | 0      | en stagnation |  |
|                        | Autres partis                                           | 1 771     | 0,15  | -     | 0      | -             |  |
|                        | Vote blanc                                              | 8 910     | 0,78  | 0,05  |        |               |  |
|                        |                                                         |           |       |       |        |               |  |
| Suffrages exprimés     | Suffrages exprimés                                      | 1 146 091 | 98,65 |       |        |               |  |
| Votes nuls             | Votes nuls                                              | 15 733    | 1,35  |       |        |               |  |
| Total                  | Total                                                   | 1 161 824 | 100   | -     | 21     | en stagnation |  |
| Abstention             | Abstention                                              | 429 903   | 27,01 |       |        |               |  |
| Inscrits/Participation | Inscrits/Participation                                  | 1 591 727 | 72,99 |       |        |               |  |

### Albacete
| Parti                  | Parti                                                   | Voix    | %     | +/-   | Sièges | +/-           |  |
| ---------------------- | ------------------------------------------------------- | ------- | ----- | ----- | ------ | ------------- |  |
|                        | Parti populaire (PP)                                    | 88 299  | 39,92 | 12,47 | 2      | 1             |  |
|                        | Parti socialiste ouvrier espagnol (PSOE)                | 76 322  | 34,51 | 1,92  | 2      | en stagnation |  |
|                        | Vox                                                     | 36 750  | 16,61 | 4,06  | 0      | 1             |  |
|                        | Sumar                                                   | 15 834  | 7,16  | 2,53  | 0      | en stagnation |  |
|                        | Parti animaliste contre la maltraitance animale (PACMA) | 1 261   | 0,57  | 0,20  | 0      | en stagnation |  |
|                        | Front ouvrier (FO)                                      | 381     | 0,17  | Nv.   | 0      | en stagnation |  |
|                        | Pour un monde + juste (PUM+J)                           | 325     | 0,15  | 0,02  | 0      | en stagnation |  |
|                        | Recortes Cero                                           | 185     | 0,08  | 0,02  | 0      | en stagnation |  |
|                        | Vote blanc                                              | 1 834   | 0,83  | 0,02  |        |               |  |
|                        |                                                         |         |       |       |        |               |  |
| Suffrages exprimés     | Suffrages exprimés                                      | 221 191 | 98,78 |       |        |               |  |
| Votes nuls             | Votes nuls                                              | 2 726   | 1,22  |       |        |               |  |
| Total                  | Total                                                   | 223 917 | 100   | -     | 4      | en stagnation |  |
| Abstention             | Abstention                                              | 84 071  | 27,30 |       |        |               |  |
| Inscrits/Participation | Inscrits/Participation                                  | 307 988 | 72,70 |       |        |               |  |

### Ciudad Real
| Parti                  | Parti                                                   | Voix    | %     | +/-   | Sièges | +/-           |  |
| ---------------------- | ------------------------------------------------------- | ------- | ----- | ----- | ------ | ------------- |  |
|                        | Parti populaire (PP)                                    | 114 709 | 40,54 | 12,68 | 2      | en stagnation |  |
|                        | Parti socialiste ouvrier espagnol (PSOE)                | 100 102 | 35,37 | 1,10  | 2      | en stagnation |  |
|                        | Vox                                                     | 46 046  | 16,27 | 4,60  | 1      | en stagnation |  |
|                        | Sumar                                                   | 17 405  | 6,15  | 2,13  | 0      | en stagnation |  |
|                        | Parti animaliste contre la maltraitance animale (PACMA) | 1 319   | 0,47  | 0,20  | 0      | en stagnation |  |
|                        | Front ouvrier (FO)                                      | 447     | 0,16  | Nv.   | 0      | en stagnation |  |
|                        | Pour un monde + juste (PUM+J)                           | 365     | 0,13  | 0,05  | 0      | en stagnation |  |
|                        | Recortes Cero                                           | 233     | 0,08  | 0,09  | 0      | en stagnation |  |
|                        | Autres partis                                           | 2 364   | 0,83  | -     | 0      | -             |  |
|                        | Vote blanc                                              | 2 353   | 0,83  | 0,05  |        |               |  |
|                        |                                                         |         |       |       |        |               |  |
| Suffrages exprimés     | Suffrages exprimés                                      | 282 979 | 98,64 |       |        |               |  |
| Votes nuls             | Votes nuls                                              | 3 916   | 1,36  |       |        |               |  |
| Total                  | Total                                                   | 286 895 | 100   | -     | 5      | en stagnation |  |
| Abstention             | Abstention                                              | 104 600 | 26,72 |       |        |               |  |
| Inscrits/Participation | Inscrits/Participation                                  | 391 495 | 73,28 |       |        |               |  |

### Cuenca
| Parti                  | Parti                                                   | Voix    | %     | +/-  | Sièges | +/-           |  |
| ---------------------- | ------------------------------------------------------- | ------- | ----- | ---- | ------ | ------------- |  |
|                        | Parti populaire (PP)                                    | 45 255  | 39,76 | 8,86 | 2      | 1             |  |
|                        | Parti socialiste ouvrier espagnol (PSOE)                | 42 528  | 37,37 | 0,10 | 1      | 1             |  |
|                        | Vox                                                     | 17 700  | 15,55 | 2,88 | 0      | en stagnation |  |
|                        | Sumar                                                   | 6 325   | 5,56  | 1,34 | 0      | en stagnation |  |
|                        | Parti animaliste contre la maltraitance animale (PACMA) | 387     | 0,34  | 0,16 | 0      | en stagnation |  |
|                        | Front ouvrier (FO)                                      | 207     | 0,18  | Nv.  | 0      | en stagnation |  |
|                        | Sièges en blanc (EB)                                    | 168     | 0,15  | Nv.  | 0      | en stagnation |  |
|                        | Pour un monde + juste (PUM+J)                           | 111     | 0,10  | 0,02 | 0      | en stagnation |  |
|                        | Autres partis                                           | 158     | 0,14  | -    | 0      | -             |  |
|                        | Vote blanc                                              | 969     | 0,85  | 0,07 |        |               |  |
|                        |                                                         |         |       |      |        |               |  |
| Suffrages exprimés     | Suffrages exprimés                                      | 113 808 | 98,72 |      |        |               |  |
| Votes nuls             | Votes nuls                                              | 1 472   | 1,28  |      |        |               |  |
| Total                  | Total                                                   | 115 280 | 100   | -    | 3      | en stagnation |  |
| Abstention             | Abstention                                              | 37 414  | 24,50 |      |        |               |  |
| Inscrits/Participation | Inscrits/Participation                                  | 152 694 | 75,50 |      |        |               |  |

### Guadalajara
| Parti                  | Parti                                                   | Voix    | %     | +/-   | Sièges | +/-           |  |
| ---------------------- | ------------------------------------------------------- | ------- | ----- | ----- | ------ | ------------- |  |
|                        | Parti populaire (PP)                                    | 51 195  | 36,33 | 13,29 | 1      | en stagnation |  |
|                        | Parti socialiste ouvrier espagnol (PSOE)                | 46 479  | 32,98 | 1,44  | 1      | en stagnation |  |
|                        | Vox                                                     | 27 126  | 19,25 | 4,72  | 1      | en stagnation |  |
|                        | Sumar                                                   | 12 907  | 9,16  | 2,11  | 0      | en stagnation |  |
|                        | Parti animaliste contre la maltraitance animale (PACMA) | 1 039   | 0,74  | 0,22  | 0      | en stagnation |  |
|                        | Front ouvrier (FO)                                      | 304     | 0,22  | Nv.   | 0      | en stagnation |  |
|                        | Pour un monde + juste (PUM+J)                           | 249     | 0,18  | 0,03  | 0      | en stagnation |  |
|                        | Parti communiste des travailleurs espagnols (PCTE)      | 191     | 0,14  | 0,06  | 0      | en stagnation |  |
|                        | Recortes Cero                                           | 162     | 0,11  | 0,11  | 0      | en stagnation |  |
|                        | Phalange espagnole (FE-JONS)                            | 118     | 0,08  | 0,06  | 0      | en stagnation |  |
|                        | Vote blanc                                              | 1 143   | 0,81  | 0,06  |        |               |  |
|                        |                                                         |         |       |       |        |               |  |
| Suffrages exprimés     | Suffrages exprimés                                      | 140 913 | 98,72 |       |        |               |  |
| Votes nuls             | Votes nuls                                              | 1 831   | 1,28  |       |        |               |  |
| Total                  | Total                                                   | 142 744 | 100   | -     | 3      | en stagnation |  |
| Abstention             | Abstention                                              | 54 239  | 27,53 |       |        |               |  |
| Inscrits/Participation | Inscrits/Participation                                  | 196 983 | 72,47 |       |        |               |  |

### Tolède
| Parti                  | Parti                                                   | Voix    | %     | +/-   | Sièges | +/-           |  |
| ---------------------- | ------------------------------------------------------- | ------- | ----- | ----- | ------ | ------------- |  |
|                        | Parti populaire (PP)                                    | 146 533 | 37,84 | 11,87 | 3      | 1             |  |
|                        | Parti socialiste ouvrier espagnol (PSOE)                | 126 072 | 32,56 | 0,57  | 2      | en stagnation |  |
|                        | Vox                                                     | 76 044  | 19,64 | 4,03  | 1      | 1             |  |
|                        | Sumar                                                   | 31 876  | 8,23  | 1,35  | 0      | en stagnation |  |
|                        | Parti animaliste contre la maltraitance animale (PACMA) | 2 024   | 0,52  | 0,22  | 0      | en stagnation |  |
|                        | Front ouvrier (FO)                                      | 985     | 0,25  | Nv.   | 0      | en stagnation |  |
|                        | Pour un monde + juste (PUM+J)                           | 499     | 0,13  | 0,05  | 0      | en stagnation |  |
|                        | Autres partis                                           | 556     | 0.14  | -     | 0      | -             |  |
|                        | Vote blanc                                              | 2 611   | 0,67  | 0,06  |        |               |  |
|                        |                                                         |         |       |       |        |               |  |
| Suffrages exprimés     | Suffrages exprimés                                      | 387 200 | 98,53 |       |        |               |  |
| Votes nuls             | Votes nuls                                              | 5 788   | 1,47  |       |        |               |  |
| Total                  | Total                                                   | 392 988 | 100   | -     | 6      | en stagnation |  |
| Abstention             | Abstention                                              | 149 579 | 27,57 |       |        |               |  |
| Inscrits/Participation | Inscrits/Participation                                  | 542 567 | 72,43 |       |        |               |  |